# NS série 2000 (vapeur)
Ne doit pas être confondu avec NS série 2000 (diesel).
La série 2000 des Nederlandshe Spoorwegen, ex-série 995-999 des Staatsspoorwegen, désigne cinq locomotives à vapeur de disposition d'essieux Atlantic conçues pour les rapides et lourds trains postaux et livrées en 1900. Le modèle ne s'avérant jamais au point, leur production ne se poursuit pas et, après une série de réglages infructueux, elles sont reléguées aux marchandises puis radiées en 1930-1932.

## Histoire

### Genèse
À la fin du XXe siècle, l'augmentation du poids des trains surpasse les capacités des locomotives de disposition 120 série 301-479 construites en grand nombre depuis 1880, lesquelles étaient utilisées en double traction sur les trains de courrier vers les frontières et le port de Flessingue. Les nouvelles 220 de la série 800 se montrant satisfaisantes en tête de trains express moins lourds, il est décidé de mettre au point une version agrandie de ces dernières.

### Mise au point
Reprenant la base éprouvée des série 300 qui avaient donné naissance à la série 800 — un châssis à longerons extérieurs enserrant les roues motrices et une chaudière à foyer Belpaire — elles introduisent une chaudière plus grande et plus puissante, grâce à une pression maximale de 12,4 atm contre 11 chez les 800. Les cylindres sont également agrandis et un tender plus capacitaire, à bogies, est choisi. Comme les autres locomotives de vitesse construites pour la Compagnie de l’État jusqu'ici, elles sont assemblées à Manchester par Beyer-Peacock.
Le poids à l'essieu du nouveau modèle aurait été trop importante en conservant la même disposition d'essieux 220, un essieu porteur de même diamètre que ceux des bogies est ajouté sous l'arrière de la cabine faisant de cette locomotive une Atlantic (disposition d'essieux 221). À noter que la plupart des Atlantics à tender séparé ont l'essieu porteur placé sous le foyer au lieu de l'abri. Ici, le foyer est toujours disposé entre les deux essieux moteurs comme sur leurs consœurs de disposition 220. Il s'agit aussi d'un exemple très rare d'Atlantic à cylindres et mécanisme intérieurs.

### Production et évolution

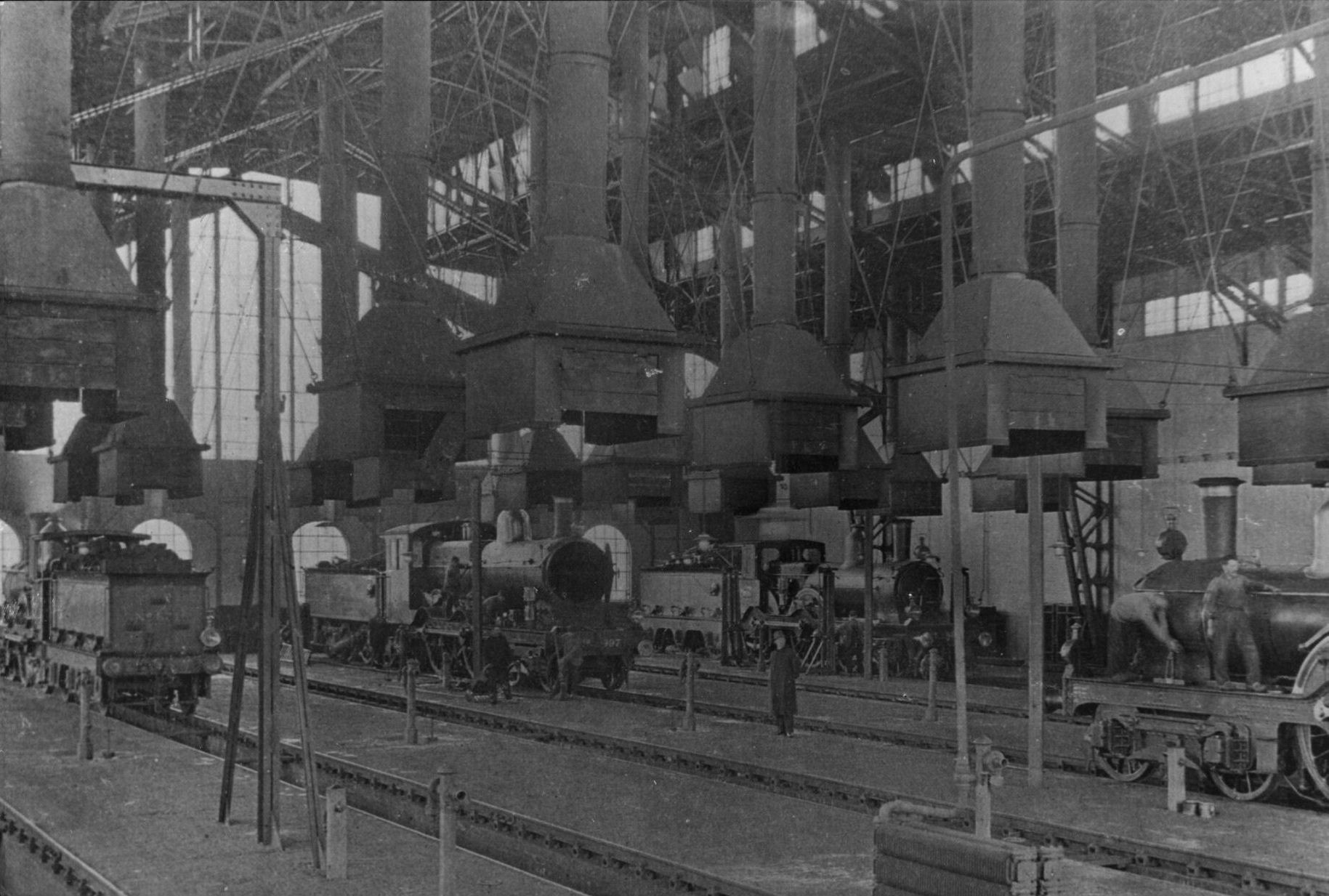
Une Atlantic entourée de locomotives série 400 et 800 dans la remise de Rosendael.

Dès leur mise en service, les nouvelles venues souffrent d'une démarche agitée à cause d'un mauvais équilibrage des masses et d'un mariage peu heureux entre un châssis daté et un moteur (chaudière et cylindres) de forte puissance[réf. souhaitée].
Affectées aux "trains-paquebots" venant d'Allemagne sur le trajet Boxtel - Flessingue, elles sont parcourues par des oscillations importantes au-delà de 70 km/h qui deviennent carrément dangereuses à partir de 80 km/h. On doit donc revenir à des locomotives plus petites en double traction pour les trains lourds et produire davantage de locomotives série 800 qui resteront jusqu'en 1910 les plus puissantes locomotives pour express des Staatsspoorwegen.
En 1921, deux grands réseaux restants aux Pays-Bas (SS et HSM) mettent en commun leur matériel roulant regroupé sous l'appellation de Nederlandsche Spoorwegen (la création des NS en tant que tels n'aura lieu qu'en 1938) ; les locomotives n°995-999 sont alors renumérotées 2000-2005.
De nombreux essais de réglages et modifications sont pratiqués sur les cinq Atlantic : la 995 est même allongée avec le pivot du bogie avant positionné 20 cm en avant tandis que la 2005, ex-999, est dotée en 1923 du même bogie que les locomotives série 3700. Aucune de ces tentatives ne parvenant à résoudre le problème, elles sont reléguées aux trains de marchandises dans les années 1920 où elles se montrent peu adaptées en raison de leurs grandes roues de plus de 2 m.

### Radiations
Les 2002 et 2004 sont radiées en premier, en 1930, suivies par la 2003 en 1931 et le reste de la série l'année qui suit. Les deux ultimes représentantes (2001 et 2005) ne sont pas démolies tout de suite : la seconde étant transformée en profondeur en wagon de résistance pour des parcours avec une voiture de mesures, débarrassée de son tender avec une conduite pour collecter la vapeur de la chaudière,. Le coût de transformation étant trop élevé, la 2001 est finalement envoyée à la casse tandis que la 2005, renumérotée "wagon 169002" survit jusqu'en 1955. Aucune n'est préservée.